# عبدالصمد عبدالله
سلطان عبدالصمد ابن المرحوم راجا عبدالله (جاوی: سلطان عبد الصمد ابن المرحوم راج عبد الله؛ به‌هنگام تولد راجا عبدالصمد بن راجا عبدالله، ۱۸۰۴ – ۶ فوریه ۱۸۹۸) کی‌سی‌ام‌جی، چهارمین سلطان سلانگور بود.
راجا عبدالصمد که در سال ۱۸۰۴ در بوکیت ملاواتی، ایالت سلانگور بدنیا آمد، پدرش راجا عبدالله است که برادر کوچکتر سلطان محمد شاه می‌باشد. او به مدت ۴۱ سال، از سال ۱۸۵۷ تا هنگام فوتش در سال ۱۸۹۸، حکمرانی کرد. طی دوران حکمرانی او، رخدادهای جنگ داخلی در سلانگور، تأسیس کوالا لامپور معرفی پرچم و نشان سلطنتی سلانگور و آغاز دخالت بریتانیا در امور ایالت سلانگور اتفاق افتاد.

## درگذشت
سلطان عبدالصمد بعد از ۴۱ سال حکمرانی، روز ۶ فوریه ۱۸۹۸ در سن ۹۳ سالگی درگذشت. او در آرامگاه یادمانی به نام خودش در بوکیت جوگرا به خاک سپرده شد.. او دوازده فرزند، شش شاهزاده و شش شاهدخت از دو همسرش به یادگار گذاشت.. راجا مودا راجا موسی، وارث بلافصل او در سال ۱۸۸۴ درگذشت‌. درنتیجه، پسر ارشد بعد از فوت راجا مودا راجا موسی، راجا سلیمان شاه بود‌.